# Diócesis de Skopie
La diócesis de Skopie (en latín: Dioecesis Scopiensis, en macedonio: Скопска бискупија y en albanés: Dioqeza katolike e Shkupit) es una circunscripción eclesiástica de la Iglesia católica en Macedonia del Norte. Se trata de una diócesis latina, inmediatamente sujeta a la Santa Sede, ad instar sufragánea de la arquidiócesis de Sarajevo. Desde el 20 de julio de 2005 su obispo es Kiro Stojanov.

## Territorio y organización

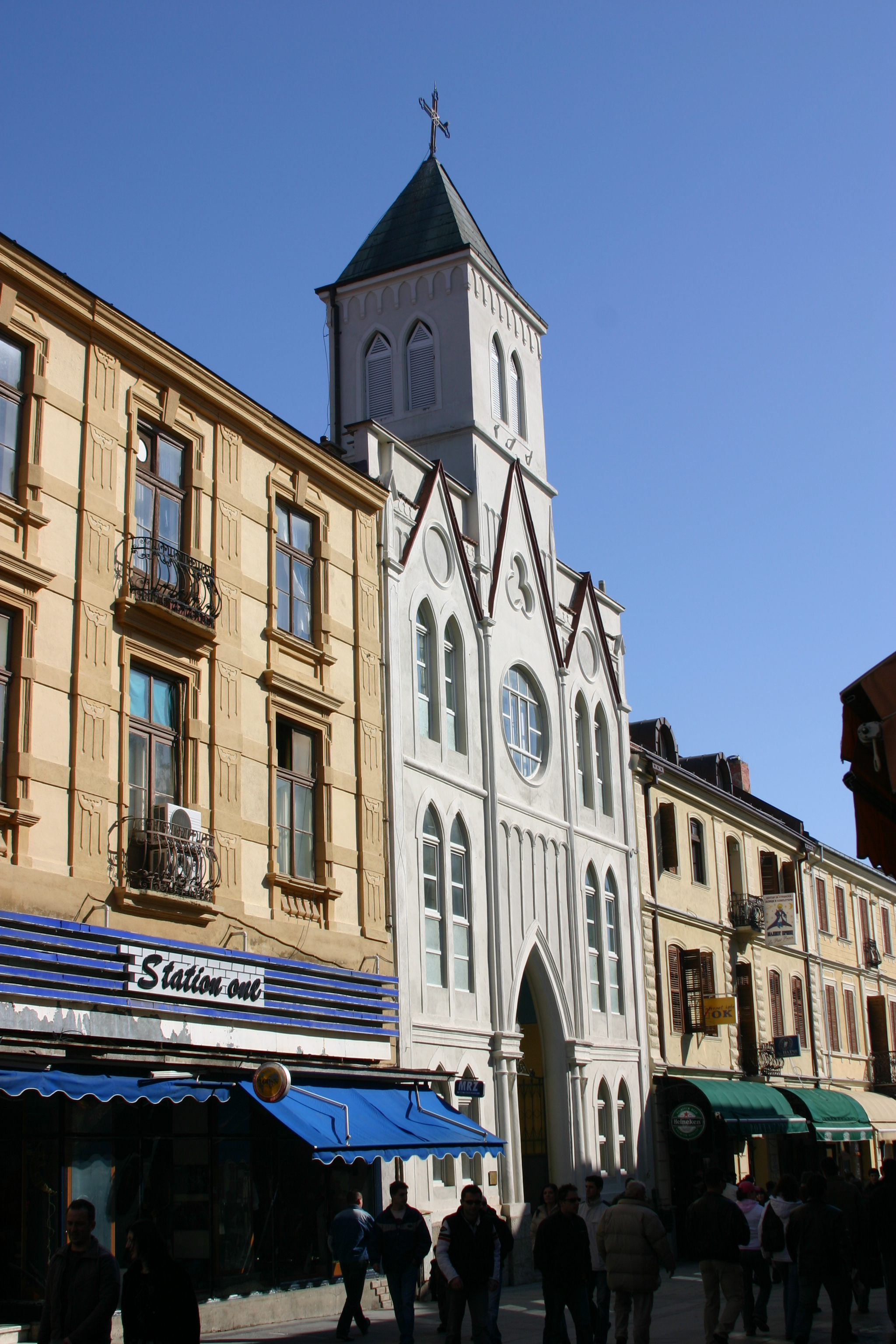
Concatedral del Sagrado Corazón de Jesús, en Bitola

La diócesis tiene 25 713 km² y extiende su jurisdicción sobre los fieles católicos de rito latino residentes en todo el territorio de Macedonia del Norte.
La sede de la diócesis se encuentra en la ciudad de Skopie, en donde se halla la Catedral del Sagrado Corazón de Jesús. En Bitola se encuentra la Concatedral del Sagrado Corazón de Jesús.
En 2022 en la diócesis existían 2 parroquias: la catedral y la concatedral. La catedral tiene iglesias filiales en Kumanovo, Tetovo, Veles, Štip, Gostivar y Strumica, mientras que la concatedral tiene una filial en Ohrid.

## Historia

### Arquidiócesis de Scupi (o Dardania)

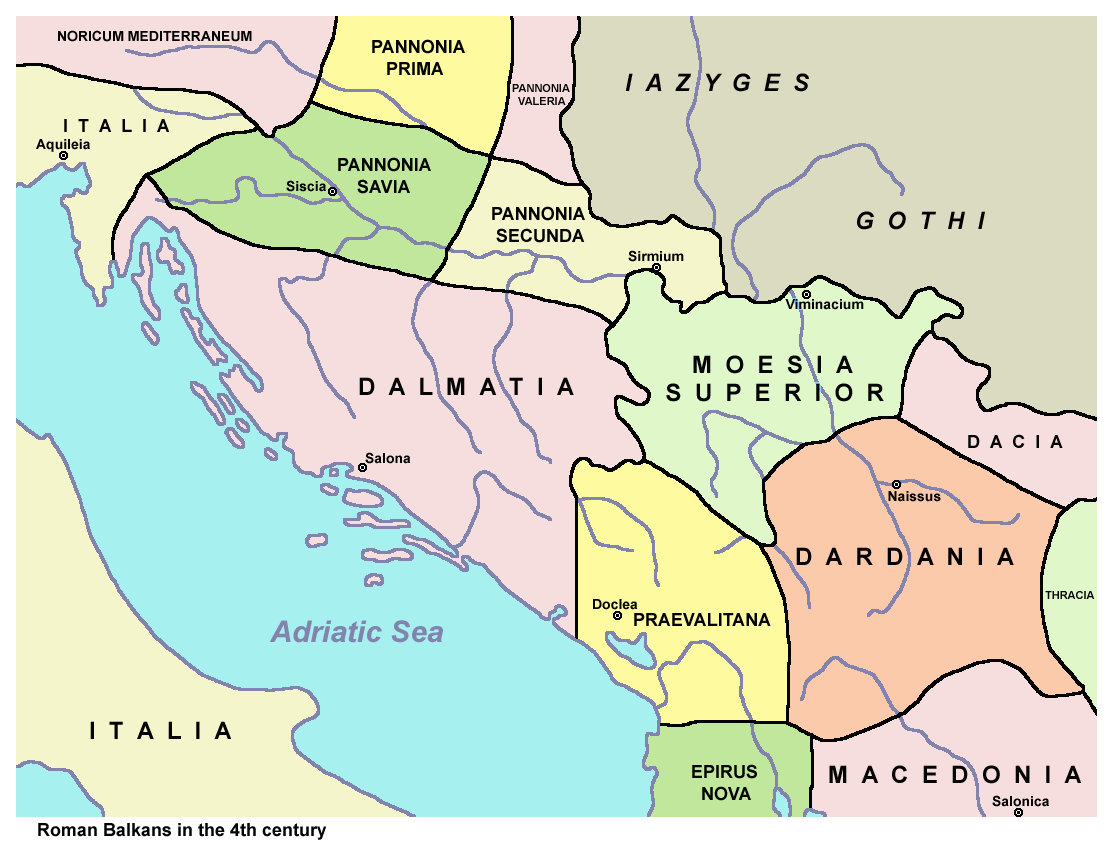
Mapa que muestra la Dardania romana en el

La arquidiócesis de Scupi (o Dardania), capital de la provincia romana de Dardania, está documentada por primera vez en el Concilio de Nicea I en 325, en donde estaba presente el obispo Daco. Se conocen otros tres obispos de Scupi: Paregorio, que participó en el Concilio de Sárdica; Ursilio, que firmó la carta escrita por los obispos de Dardania al emperador León I en 458 tras el asesinato del patriarca alejandrino Proterio; y finalmente Giovanni, que tuvo un intercambio de cartas con el papa Gelasio I entre 490 y 495. En el siglo V Scupi tenía como sufragáneas a las diócesis de Peć, Pristina, Ulpiana y Diocleciana. En 535 el emperador Justiniano I erigió la arquidiócesis de Justiniana Prima y le dio autoridad primacial sobre el Ilírico centro-septentrional, dándole al arzobispo el título de locum tenens, es decir vicario del papa en la región, incluida Dardania. Tras la invasión bárbara de 553, la sede fue suprimida y no se sabe nada de ella.

### Arquidiócesis bizantina
En 731 el Ilírico oriental fue anexado al patriarcado de Constantinopla por el emperador bizantino León III el Isáurico, por lo que la región pasó a ser de rito bizantino. Las guerras de Bulgaria provocaron una supresión temporal de la sede, pero cuando los búlgaros se convirtieron al cristianismo, el 8 de marzo de 870 aceptaron formar parte del patriarcado de Constantinopla. Se volvió a mencionar la sede metropolitana de Skopie en 882, cuando ya el área era parte del Primer Imperio búlgaro. Desde 1004 Skopie fue parte del Imperio bizantino y fue una diócesis del patriarcado de Constantinopla. En 1054 se produjo el Cisma de Oriente que dividió la Iglesia entre católica y ortodoxa, quedando Bulgaria del lado ortodoxo. 

### Arquidiócesis búlgara unida a Roma
En 1186 el Estado búlgaro recuperó su independencia y un arzobispado independiente fue establecido en Tarnovo. El papa Inocencio III escribió al zar Kaloyan de Bulgaria invitándolo a unir su Iglesia con la Iglesia de Roma en 1199. Esperando el soporte papal para obtener el título de emperador y restaurar el prestigio y tamaño del Primer Imperio búlgaro, Kaloyan respondió en 1202. En esta maniobra política, él requirió que el papa Inocencio III le concediera la corona imperial. Kaloyan también quiso que el papa reconociera a la cabeza de la Iglesia búlgara como patriarca. El papa no estaba dispuesto a hacer concesiones a esa escala y cuando su enviado, el cardenal Leo, arribó a Bulgaria en 1203, ungió al arzobispo Vasilij de Tarnovo como primado y arzobispo de toda Bulgaria y Valaquia. Kaloyan recibió una corona, pero no imperial. Tras ser disputada con los serbios y después de que Kaloyan conquistara Skopie en 1203, al igual que había hecho con Prizren, anexó la diócesis ortodoxa de Skopie a la jurisdicción de Tarnovo, como parte de la Iglesia católica y del Segundo Imperio búlgaro. Junto con otros obispos búlgaros en el otoño de 1203, Marín de Skopie envió una carta al papa Inocencio III pidiéndole que les envíe un palio. Sin embargo, sólo el primado Vasily de Tarnovo y los arzobispos Sava de Preslav y Anastasio de Velebusdus recibieron palios del papa.
Los búlgaros perdieron Skopie y para 1214/1220 ya había de nuevo en su catedral un obispo ortodoxo subordinado a la arquidiócesis de Ohrid. En 1235 el patriarca de Constantinopla reconoció la independencia de la Iglesia búlgara y el derecho de su líder al título patriarcal, constituyéndose el patriarcado de Tarnovo, que rompió la comunión con el papa. Alternado con los bizantinos hasta su captura por el Reino de Serbia en 1282, que a su vez la perdieron a manos del Imperio otomano en 1392, cambiando su nombre a Üsküb. Tras la invasión otomana, las iglesias se convirtieron en mezquitas y el palacio del arzobispo en una residencia de gobierno.

### Arquidiócesis de Skopie
Después de 1340 Skopie solo tuvo obispos titulares católicos hasta 1656, cuando volvió a ser recreada como una sede residencial con el nombre de arquidiócesis de Skopie. En 1680 el arzobispo Pjetër Bogdani trasladó la sede a Janjevo, en Kosovo, debido al acoso otomano. En 1689, después de la derrota de los turcos en la Batalla de Kahlenberg, los austriacos asaltaron, tomaron e incendiaron la ciudad de Skopie dejándola en ruinas. Aunque los austríacos se retiraron ese mismo año, la arquidiócesis finalmente pudo ser restaurada. En 1821 el arzobispo Mateu Krasniqi trasladó la sede de Janevo a Prizren, que permaneció como sede, aunque los arzobispos católicos tenían residencia incierta en las montañas de Macedonia o Albania, debido a la hostilidad de los otomanos. A mediados de la década de 1880 las autoridades otomanas obligaron al arzobispo Fulgencije Carev a trasladarse a Skopie.
Durante las guerras de los Balcanes, en 1913 los otomanos perdieron Üsküb a manos de los serbios, que la convirtieron en parte del Reino de los Serbios, Croatas y Eslovenos a partir de 1918.

### Diócesis de Skopie
Para regular el estado de la Iglesia católica, el gobierno de Serbia concluyó un acuerdo oficial (concordato) con el Santa Sede el 24 de junio de 1914. Por el segundo artículo de concordato, se decidió que la diócesis de Skopie sería creada como diócesis regular para todo el territorio nuevamente anexionado (incluyendo Prizren), y se estuvo de acuerdo también en que fuera colocada bajo jurisdicción de la arquidiócesis católica de Belgrado. Debido a la Primera Guerra Mundial, esas provisiones no pudieron ser plenamente implementadas, y sólo después de que 1918 nuevos arreglos fueron hechos. El 29 de octubre de 1924 perdió el rango de arquidiócesis y se convirtió en diócesis inmediatamente sujeta a la Santa Sede.
El 16 de marzo de 1926 mediante el breve Admonet supremi del papa Pío XI se unieron a la sede algunos territorios del vicariato apostólico de Constantinopla, pertenecientes al antiguo Imperio otomano (Monastir —que es la actual Bitola— y adyacencias), que quedaron dentro del Reino de los Serbios, Croatas y Eslovenos, que desde el 3 de octubre de 1929 pasó a llamarse Reino de Yugoslavia.
Al finalizar la Segunda Guerra Mundial, el área quedó bajo el régimen comunista de Yugoslavia.

### Diócesis de Skopie-Prizren
El 2 de octubre de 1969, mediante la bula Ad Ecclesiam Christi del papa Pablo VI, cedió a la arquidiócesis de Antivari la parte de su territorio que formaba parte de la República Socialista de Montenegro y al mismo tiempo unió el título de Prizren (Prisrianensem) al de Skopie y la diócesis tomó el nombre de la diócesis de Skopie-Prizren. Con la misma bula la diócesis pasó a formar parte de la provincia eclesiástica de la arquidiócesis de Sarajevo ad instar et ad tempus.
Con la desintegración de Yugoslavia, el 8 de septiembre de 1991 Macedonia se declaró independiente.

### Diócesis de Skopie
El 24 de mayo de 2000, mediante la bula Apostolicum munus del papa Juan Pablo II, le fue separado el territorio de Kosovo para formar la administración apostólica de Prizren (hoy diócesis de Prizren-Pristina), a la vez que tomó el nombre de diócesis de Skopie.
Desde 2001 el obispo de Skopie es también el ordinario (sedes unidas in persona episcopi) de la circunscripción eclesiástica de la Iglesia greco-católica macedonia (primero exarcado apostólico, luego, desde el 31 de mayo de 2018, eparquía de la Asunción de la Santísima Virgen María en Strumica-Skopie).
El 19 de octubre de 2003 fue beatificada por el papa Juan Pablo II la madre Teresa de Calcuta (Anjezë Gonxhe Bojaxhiu), nacida en Skopie el 26 de agosto de 1910 y fallecida el 5 de septiembre de 1997. Fue canonizada por el papa Francisco en Roma el 6 de septiembre de 2016. 

## Estadísticas
Según el Anuario Pontificio 2023 la diócesis tenía a fines de 2022 un total de 3606 fieles bautizados.
| Año                                                                             | Población            | Población | Población      | Sacerdotes | Sacerdotes    | Sacerdotes    | Bautizados por sacerdote | Diáconos permanentes | Religiosos | Religiosos | Parroquias |
| Año                                                                             | Bautizados católicos | Total     | % de católicos | Total      | Clero secular | Clero regular | Bautizados por sacerdote | Diáconos permanentes | Varones    | Mujeres    | Parroquias |
| ------------------------------------------------------------------------------- | -------------------- | --------- | -------------- | ---------- | ------------- | ------------- | ------------------------ | -------------------- | ---------- | ---------- | ---------- |
| 1950                                                                            | 28 139               | 1 800 000 | 1.6            | 23         | 16            | 7             | 1223                     |                      |            | 157        | 19         |
| 1970                                                                            | 45 000               | 3 000     | 1.5            | 31         | 24            | 7             | 1451                     |                      | 7          | 188        | 20         |
| 1980                                                                            | 56 000               | 3 550 000 | 1.6            | 36         | 28            | 8             | 1555                     |                      | 8          | 149        | 21         |
| 1990                                                                            | 66 500               | 4 078 000 | 1.6            | 48         | 40            | 8             | 1385                     |                      | 8          | 147        | 25         |
| 1999                                                                            | 78 600               | 2 300 000 | 3.4            | 52         | 50            | 2             | 1511                     |                      | 8          | 104        | 25         |
| 2000                                                                            | 13 000               | 2 300 000 | 0.6            | 12         | 11            | 1             | 1083                     |                      | 1          | 37         | 7          |
| 2001                                                                            | 4000                 | 2 350 000 | 0.2            | 4          | 3             | 1             | 1000                     |                      | 1          | 14         | 2          |
| 2002                                                                            | 4000                 | 2 350 000 | 0.2            | 4          | 3             | 1             | 1000                     |                      | 1          | 14         | 2          |
| 2003                                                                            | 3500                 | 2 350 000 | 0.1            | 4          | 3             | 1             | 875                      |                      | 1          | 14         | 2          |
| 2004                                                                            | 3572                 | 2 350 000 | 0.2            | 6          | 3             | 3             | 595                      |                      | 3          | 14         | 2          |
| 2010                                                                            | 3650                 | 2 350 000 | 0.2            | 6          | 3             | 3             | 608                      |                      | 3          | 14         | 2          |
| 2014                                                                            | 3662                 | 2 350 000 | 0.2            | 7          | 7             |               | 523                      |                      |            | 15         | 2          |
| 2017                                                                            | 3678                 | 2 353 400 | 0.2            | 7          | 7             |               | 525                      |                      |            | 13         | 2          |
| 2020                                                                            | 3672                 | 2 341 240 | 0.2            | 6          | 6             |               | 612                      |                      |            | 12         | 2          |
| 2022                                                                            | 3606                 | 2 319 000 | 0.2            | 7          | 7             |               | 515                      |                      |            | 15         | 2          |
| Fuente: Catholic-Hierarchy, que a su vez toma los datos del Anuario Pontificio. |                      |           |                |            |               |               |                          |                      |            |            |            |

## Episcopologio

### Arzobispos de Scupi (Dardania)
- Daco † (mencionado en 325)[nota 1]
- Paregorio † (mencionado en 343/344)[nota 2]
- Ursilio † (mencionado en 458)[nota 3]
- Giovanni † (antes de 490-después de 495)
  - Sede suprimida circa 553

### Obispo bizantino búlgaro católico de Skopie
- Marino † (1204)[nota 4]
  - Sede cismática ortodoxa, desde circa 1220

### Obispos titulares de Skopie

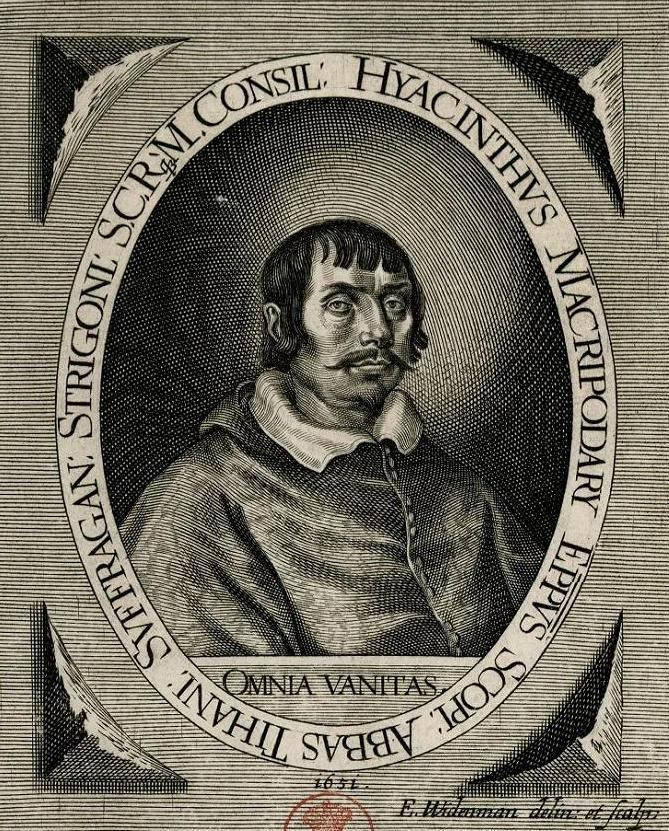
Giacinto Macripodanus, arzobispo de Skopie a mediados del

- Giovanni † (1298-17 de octubre de 1321 falleció)
- Giovanni, O.P. † (5 de febrero de 1327-? falleció)
- Federico de Retersberck, O.F.M. † (8 de junio de 1351-? renunció)
- Giovanni Kaiode, O.E.S.A. † (14 de marzo de 1352-? falleció)
- Giovanni de Siberg, O.Cist. † (23 de octubre de 1354-30 de septiembre de 1384 falleció)
- Ermanno †
- Antonio de Teramo, O.F.M. † (5 de julio de 1400-?)
- Roberto Towta, O.Cist. † (12 de agosto de 1402-?)
- Alberto †
- Giovanni Heldin, O.P. † (?-1466 falleció)
- Benedetto Warsalunus † (10 de noviembre de 1518-?)
- Stefano Zacalnizi † (3 de agosto de 1554-? falleció)
- Francesco de Andreis † (20 de julio de 1571-? falleció)
  - Sede vacante
- Giacinto Macripodanus, O.P. † (11 de octubre de 1649-? renunció)

### Arzobispos de Skopie
- Andrea Bogdani † (6 de marzo de 1656-6 de septiembre de 1677 renunció)
- Pjetër Bogdani † (8 de noviembre de 1677-circa noviembre de 1689 falleció)
- Daniele Duranti, O.F.M. † (11 de diciembre de 1690-29 de julio de 1702 renunció)
- Petar Karagić, O.F.M. † (25 de septiembre de 1702-1727 falleció)
- Michele Summa † (15 de noviembre de 1728-antes del 23 de septiembre de 1743 renunció)
- Giovanni Battista Nikollë Kazazi † (23 de septiembre de 1743-agosto de 1752 falleció)
- Toma Tomičić † (26 de septiembre de 1753-antes del 18 de septiembre de 1758 renunció)
- Matteo Massarech † (18 de diciembre de 1758-8 de diciembre de 1808 falleció)
  - Sede vacante (1808-1816)
- Mateu Krasniqi † (8 de marzo de 1816-25 de octubre de 1827 falleció)
  - Nicola Bianchi † (27 de agosto de 1830-18 de febrero de 1832 renunció) (obispo electo)[nota 5]
- Pjetër Shali † (30 de julio de 1833-antes del 22 de abril de 1839 renunció)[nota 6]
  - Sede vacante (1839-1864)
  - Gashpar Krasniqi † (24 de junio de 1839-28 de julio de 1840) (vicario apostólico)
  - Gabrijel Barišić, O.F.M.Obs. † (28 de julio de 1840-3 de enero de 1841 falleció) (visitador apostólico)
  - Ivan Topić, O.F.M.Obs. † (12 de enero de 1842-30 de septiembre de 1845) (administrador apostólico)
  - Urban Bogdanović, O.F.M.Obs. † (30 de septiembre de 1845-2 de julio de 1863 falleció) (administrador apostólico)
- Dario Bucciarelli, O.F.M.Obs. † (14 de junio de 1864-19 de febrero de 1878 falleció)
- Fulgencije Carev, O.F.M.Obs. † (28 de marzo de 1879-1 de junio de 1888 nombrado arzobispo a título personal de Lesina)
- Andrea Logorezzi † (15 de junio de 1888-29 de diciembre de 1891 falleció)
- Pasquale Trokshi † (10 de enero de 1893-29 de abril de 1908 renunció[nota 7])
- Lazër Mjeda † (14 de abril de 1909-19 de octubre de 1921 nombrado arzobispo de Shkodër)
  - Sede vacante (1921-1924)

### Obispos de Skopie
- Janez Frančišek Gnidovec † (29 de octubre de 1924-3 de febrero de 1939 falleció)
- Smiljan Franjo Čekada † (18 de agosto de 1940-12 de junio de 1967 nombrado arzobispo coadjutor de Sarajevo[nota 8])

### Obispos de Skopie-Prizren
- Joakim Herbut † (2 de octubre de 1969-24 de mayo de 2000)

### Obispos de Skopie

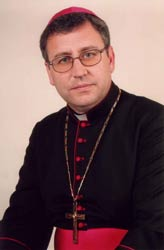
Kiro Stojanov, obispo de Skopie desde 2005

- Joakim Herbut † (24 de mayo de 2000-15 de abril de 2005 falleció)
- Kiro Stojanov, desde el 20 de julio de 2005